# ジョン・ボスマン
ジョン・ボスマン（John Bosman、1965年2月1日 - ）は、オランダ出身の元サッカー選手、サッカー指導者。選手時代のポジションはフォワード。

## 経歴

### クラブ
ユース年代をアムステルフェーンの小さなクラブで過ごし、1983年にアヤックス・アムステルダムと契約を結んだ。ア・デモス監督の下で同年11月20日に行われたローダJC戦でプロデビューを果たし、1985年にデモスの後任としてヨハン・クライフが監督に就任すると、UEFAカップウィナーズカップ 1986-87では8得点をあげて得点王となった。
1988年、アヤックスで5シーズンを過ごした後、ア・デモスが監督を務めるベルギーのKVメヘレンに移籍。メヘレンではミシェル・プロドームやエルウィン・クーマンらと共に1989年2月に行われたUEFAスーパーカップにおいてPSVアイントホーフェンを下し初優勝に貢献。ボスマンはホームで行われた第1戦で2得点をあげる活躍を見せた。
その後はPSV、RSCアンデルレヒト、FCトゥウェンテを渡り歩き、1999年からはAZアルクマールでプレーをしたが、2001年10月に5歳の息子が交通事故で亡くなると、2002年に引退を表明した。

### 代表

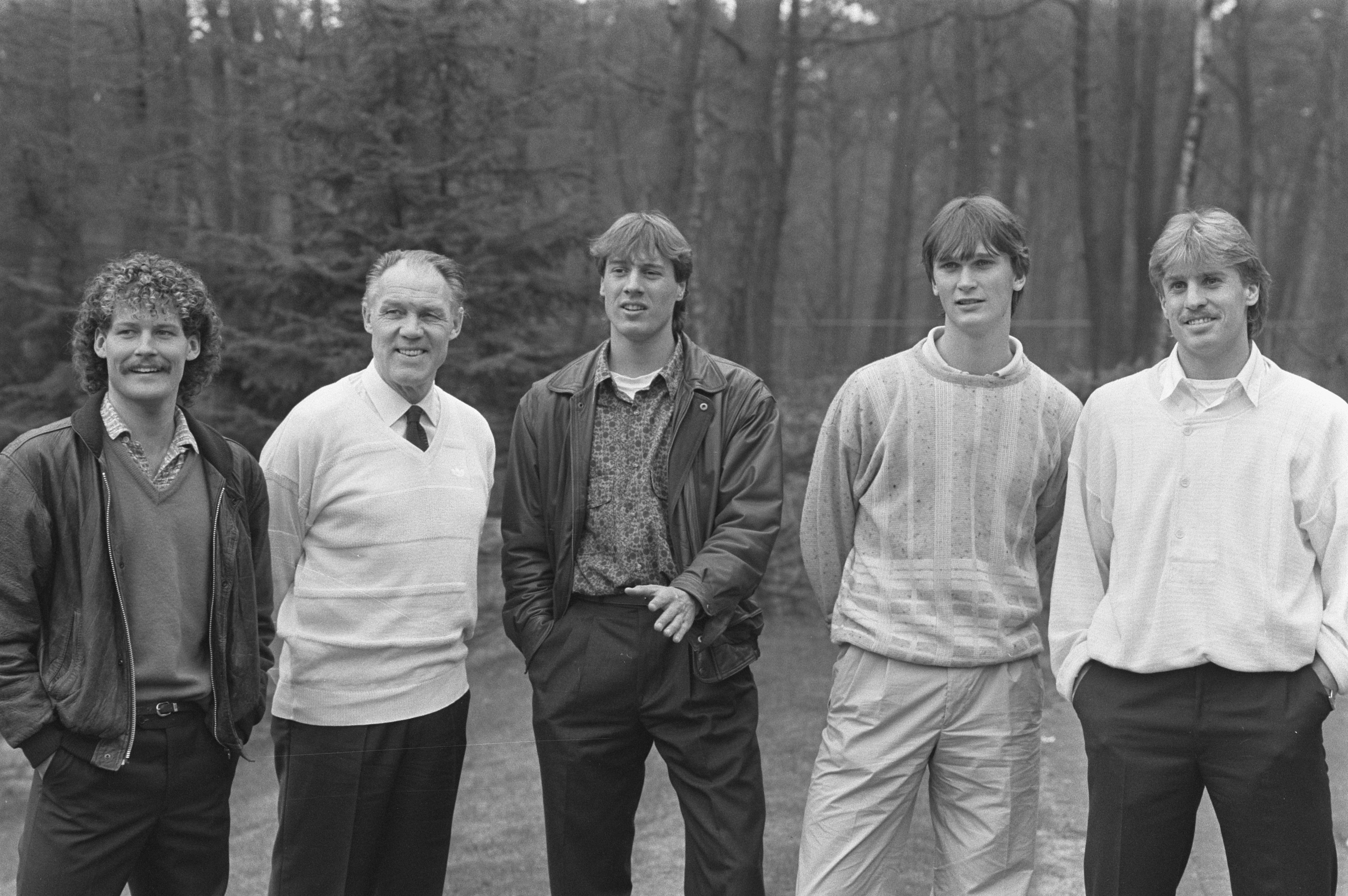
1986年、オランダ代表の会合にて。左からブリント、監督のミケルス、ファント・シップ、ボスマン、スフレイン

オランダ代表としては1986年4月26日に行われたスコットランド代表との国際親善試合でデビュー。1987年10月28日に行われたUEFA欧州選手権1988予選のキプロス代表戦では5得点をあげる活躍を見せたが、この試合はサポーターの深刻なトラブルのため欧州サッカー連盟により没収試合という扱いとなった。1988年、西ドイツで行われた本大会でも代表メンバーに選ばれ、グループリーグ初戦のソビエト連邦代表戦と第2戦のアイルランド代表戦に出場したが、第3戦以降はマルコ・ファン・バステンにポジションを譲った。
1994年、アメリカ合衆国で行われた1994 FIFAワールドカップでは代表メンバーに招集されたが出場機会はなく、1997年6月4日に行われた南アフリカ代表戦が最後の試合出場となった。オランダ代表としての通算成績は国際Aマッチ30試合出場17得点。

### 引退後
引退後は古巣のAZアルクマールでスカウトを務めていたが、2011年7月にアヤックス・アカデミーのアシスタントコーチおよびパーソナルコーチに就任した。

## 個人記録

### 代表での成績
出典
| オランダ代表 | 国際Aマッチ | 国際Aマッチ |
| 年           | 出場        | 得点        |
| ------------ | ----------- | ----------- |
| 1986         | 4           | 1           |
| 1987         | 5 註1       | 8 註1       |
| 1988         | 6           | 2           |
| 1989         | 5           | 2           |
| 1990         | 2           | 0           |
| 1991         | 0           | 0           |
| 1992         | 0           | 0           |
| 1993         | 3           | 3           |
| 1994         | 3           | 0           |
| 1995         | 0           | 0           |
| 1996         | 0           | 0           |
| 1997         | 2           | 1           |
| 通算         | 30          | 17          |

### 代表での得点
出典
| #  | 開催日         | 開催地                   | 対戦国       | 結果 | 大会                          |
| -- | -------------- | ------------------------ | ------------ | ---- | ----------------------------- |
| 1  | 1986年12月21日 | キプロス、リマソール     | キプロス     | 2-0  | UEFA欧州選手権1988予選        |
| 2  | 1987年10月28日 | オランダ、ロッテルダム   | キプロス     | 8-0  | 註1                           |
| 3  | 1987年10月28日 | オランダ、ロッテルダム   | キプロス     | 8-0  | 註1                           |
| 4  | 1987年10月28日 | オランダ、ロッテルダム   | キプロス     | 8-0  | 註1                           |
| 5  | 1987年10月28日 | オランダ、ロッテルダム   | キプロス     | 8-0  | 註1                           |
| 6  | 1987年10月28日 | オランダ、ロッテルダム   | キプロス     | 8-0  | 註1                           |
| 7  | 1987年12月9日  | オランダ、アムステルダム | キプロス     | 4-0  | UEFA欧州選手権1988予選        |
| 8  | 1987年12月9日  | オランダ、アムステルダム | キプロス     | 4-0  | UEFA欧州選手権1988予選        |
| 9  | 1987年12月9日  | オランダ、アムステルダム | キプロス     | 4-0  | UEFA欧州選手権1988予選        |
| 10 | 1988年3月23日  | イングランド、ロンドン   | イングランド | 2-2  | 親善試合                      |
| 11 | 1988年6月1日   | オランダ、アムステルダム | ルーマニア   | 2-0  | 親善試合                      |
| 12 | 1989年10月11日 | ウェールズ、レクサム     | ウェールズ   | 2-1  | 1990 FIFAワールドカップ・予選 |
| 13 | 1989年11月15日 | オランダ、ロッテテルダム | フィンランド | 3-0  | 1990 FIFAワールドカップ・予選 |
| 14 | 1993年9月22日  | イタリア、ボローニャ     | サンマリノ   | 7-0  | 1994 FIFAワールドカップ・予選 |
| 15 | 1993年9月22日  | イタリア、ボローニャ     | サンマリノ   | 7-0  | 1994 FIFAワールドカップ・予選 |
| 16 | 1993年9月22日  | イタリア、ボローニャ     | サンマリノ   | 7-0  | 1994 FIFAワールドカップ・予選 |
| 17 | 1997年4月30日  | サンマリノ、セラヴァッレ | サンマリノ   | 6-0  | 1998 FIFAワールドカップ・予選 |

註1 1987年10月28日に行われたキプロス代表戦は欧州サッカー連盟の裁定により没収試合となったが、オランダサッカー協会とRec.Sport.Soccer Statistics Foundation (RSSSF) は、この試合の記録を認めている。